# Viriplaca
Viriplaca war eine nur bei Valerius Maximus erwähnte römische Göttin.

„Sooft aber zwischen Eheleuten ein Streit entstand, gingen sie in das Heiligtum der Göttin Viriplaca, das auf dem Palatin ist, und kehrten von dort versöhnt nach Hause zurück, nachdem sie ihren Streit in gegenseitiger Aussprache geschlichtet hatten. Die Göttin soll so ihren Namen von der Versöhnung der Ehemänner erhalten haben.“

Während der Brauch zur Zeit des Valerius Maximus ganz offensichtlich nicht mehr bestand, spricht er vom Heiligtum der Viriplaca auf dem Palatin im Präsens, es könnte also noch zu seiner Zeit existiert haben.
Die moderne Forschung hat Viriplaca unter die römischen „Sondergötter“ gerechnet und sie als Eheschützerin auch mit Juno oder Venus Verticordia identifiziert.